# Hoople (Dakota del Norte)
Hoople es una ciudad ubicada en el condado de Walsh en el estado estadounidense de Dakota del Norte. En el censo de 2010 tenía una población de 242 habitantes y una densidad poblacional de 259,55 personas por km².

## Geografía
Hoople se encuentra ubicada en las coordenadas 48°32′6″N 97°38′16″O / 48.53500, -97.63778. Según la Oficina del Censo de los Estados Unidos, Hoople tiene una superficie total de 0.93 km², de la cual 0.93 km² corresponden a tierra firme y (0%) 0 km² es agua.

## Demografía
Según el censo de 2010, había 242 personas residiendo en Hoople. La densidad de población era de 259,55 hab./km². De los 242 habitantes, Hoople estaba compuesto por el 92.98% blancos, el 0% eran afroamericanos, el 0% eran amerindios, el 0% eran asiáticos, el 0% eran isleños del Pacífico, el 6.61% eran de otras razas y el 0.41% pertenecían a dos o más razas. Del total de la población el 9.09% eran hispanos o latinos de cualquier raza.